# Nimno
Nimno je naselje v Občini Rogaška Slatina.